# Double Trouble (Elvis Presley)
Double Trouble è il 24° album in studio di Elvis Presley, pubblicato nel 1967 negli Stati Uniti, contenente la colonna sonora del film Fermi tutti, cominciamo daccapo!, da lui interpretato.

## Produzione
Le registrazioni per l'album ebbero luogo negli studi Radio Recorders e MGM Studios di Hollywood, California, il 28, 29, e 30 giugno 1966.
Generalmente Presley preferiva incidere in studi di registrazione veri e propri attrezzati con le tecnologie più avanzate, invece che in enormi e dispersivi studi cinematografici, ma i dirigenti della MGM, tenendo d'occhio il budget, insistettero affinché le sedute di registrazione venissero spostate dallo studio Radio Recorders agli studi della MGM dopo solo una giornata di lavoro. Un frustrato Elvis accettò a malincuore, ma il colpo finale gli arrivò quando dovette prestarsi a cantare brani come Old MacDonald.
Dopo l'entusiasmo provato nel registrare il disco gospel How Great Thou Art solo il mese precedente, la pedestre routine della musica delle colonne sonore, rigettò Presley in uno stato di depressione causata dal fatto di dover incidere album discutibili per film di dubbia fattura. Persino la data scelta per pubblicare Double Trouble si sarebbe rivelata infelice, lo stesso giorno infatti, veniva pubblicato in Inghilterra l'acclamato Sgt. Pepper's Lonely Hearts Club Band dei Beatles.
Dall'album fu estratta la canzone Long Legged Girl (with the Short Dress on) che venne pubblicata come singolo a fine aprile, prima dell'uscita del film nelle sale. Il brano si piazzò alla posizione numero 63 della Billboard Hot 100.

## Accoglienza
Il disco raggiunse la posizione numero 47 della classifica Billboard 200 negli Stati Uniti.

## Tracce
Posizioni in classifica tratte da Billboard Hot 100

### Lato 1
| Traccia | Registrazione | N. Catal. | Data    | Pos. Clas. | Titolo                                     | Autore                                 | Durata |
| ------- | ------------- | --------- | ------- | ---------- | ------------------------------------------ | -------------------------------------- | ------ |
| 1.      | 6/29/66       |           |         |            | Double Trouble                             | Doc Pomus e Mort Shuman                | 1:38   |
| 2.      | 6/29/66       |           |         |            | Baby If You'll Give Me All of Your Love    | Joy Byers                              | 1:47   |
| 3.      | 6/28/66       |           |         |            | Could I Fall in Love                       | Randy Starr                            | 1:42   |
| 4.      | 6/29/66       | 47-9115   | 4/28/67 | numero 63  | Long Legged Girl (with the Short Dress On) | Leslie McFarland, Walter Scott         | 1:27   |
| 5.      | 6/28/66       |           |         |            | City By Night                              | Bill Giant, Bernie Baum, Florence Kaye | 3:04   |
| 6.      | 6/29/66       |           |         |            | Old MacDonald                              | Randy Starr                            | 2:04   |

### Lato 2
| Traccia | Registrazione | N. Catalog. | Data    | Pos. Clas. | Titolo                        | Autore                      | Durata |
| ------- | ------------- | ----------- | ------- | ---------- | ----------------------------- | --------------------------- | ------ |
| 1.      | 6/29/66       |             |         |            | I Love Only One Girl          | Sid Tepper e Roy C. Bennett | 1:52   |
| 2.      | 2/16/66       |             |         |            | There's So Much World to See  | Randy Starr                 | 1:53   |
| 3.      | 6/29/66       |             |         |            | It Won't Be Long              | Ben Weisman e Sid Wayne     | 1:44   |
| 4.      | 5/26/63       | 47-8400b    | 7/14/64 |            | Never Ending                  | Buddy Kaye e Phil Springer  | 1:57   |
| 5.      | 5/27/63       | 47-8740b    | 12/3/65 | numero 95  | Blue River                    | Paul Evans e Fred Tobias    | 1:32   |
| 6.      | 5/26/63       |             |         |            | What Now, What Next, Where To | Hal Blair e Don Robertson   | 1:56   |

### Ristampa in CD del 2004 (serieFollow that Dream)
1. Double Trouble - 1:38
2. Baby, If You'll Give Me All of Your Love - 1:47
3. Could I Fall in Love - 1:42
4. Long Legged Girl (With the Short Dress On) - 1:27
5. City by Night - 3:04
6. Old MacDonald - 2:04
7. I Love Only One Girl - 1:52
8. There Is So Much World to See - 1:53
9. It Won't Be Long - 1:44
10. Never Ending - 1:57
11. Blue River - 2:11
12. What Now, What Next, Where To - 1:56
13. Double Trouble (Take 1) - 1:39
14. Baby, If You'll Give Me All Of Your Love (Take 2) - 2:25
15. I Love Only One Girl (Take 1) - 2:25
16. It Won't Be Long (Takes 1,2) - 2:21
17. Long Legged Girl (2nd version - takes 1,2) - 2:40
18. Could I Fall In Love (Take 6 - undubbed master) - 2:27
19. There Is So Much World To See (Take 10) - 2:27
20. Long Legged Girl (1st version - take 6) - 1:44
21. City By Night (Take 3/10) - 2:56
22. It Won't Be Long (Take 5) - 1:47
23. Double Trouble (Takes 2,3) - 1:50
24. Baby, If You'll Give Me All Of Your Love (Takes 3,4) - 2:49
25. Could I Fall In Love (Harmony take 1) - 1:48

## Formazione
- Elvis Presley - voce
- The Jordanaires - cori
- Richard Noel - trombone
- Boots Randolph, Butch Parker, Mike Henderson - sassofono
- Pete Drake - pedal steel guitar
- Scotty Moore, Tiny Timbrell, Mike Deasy - chitarra elettrica
- Charlie McCoy - chitarra elettrica, armonica
- Floyd Cramer - pianoforte
- Bob Moore, Jerry Scheff - basso
- D. J. Fontana, Buddy Harman, Toxey Sewell - batteria